# Eriococcus thymi
Eriococcus thymi är en insektsart som först beskrevs av Franz Paula von Schrank 1801.  Eriococcus thymi ingår i släktet Eriococcus och familjen filtsköldlöss. Inga underarter finns listade i Catalogue of Life.